# Запис Марковића храст (Шавац)
Запис Марковића храст (Шавац) се налази на парцели чији је власник Марковић Душан.

## Локација
| Општина             | Параћин                                                                     |
| Катастарска општина | Шавац                                                                       |
| Потес               | Ситнаре                                                                     |
| Координате          | 43° 50′ 57″ С; 21° 22′ 06″ И / 43.849299999999999° С; 21.368200000000002° И |
| Надморска висина    | 124m                                                                        |

## Карактеристике
Дендрометријске вредности утврђене на терену и сателитским снимцима:
| Стабло                     | Храст |
| Висина стабла              | m     |
| Обим дебла                 | m     |
| Пречник крошње             | 17m   |
| Пречник дебла              | m     |
| Висина дебла до прве гране | m     |

## База записа
Запис је у оквиру Викимедија пројекта "Запис - Свето дрво" заведен под редним бројем 0052.